# William Summerlin
Pour les articles homonymes, voir Summerlin.
William T. Summerlin, né en 1938, est un dermatologue américain connu comme auteur d'une fraude scientifique devenue célèbre.

## Biographie
En 1974, Summerlin travaillait sous la direction de l'immunologiste Robert A. Good au Memorial Sloan-Kettering à New York. Il effectuait des recherches dans la transplantation immunologique. Il a affirmé qu'il pouvait transplanter des tissus provenant d'animaux non apparentés (une greffe inter-espèce) en gardant le tissu en culture pendant quatre à six semaines. Il présente à la communauté scientifique des souris blanches tachées de noir, prétendant avoir réussi des greffes de peau inter-espèce. Il s'avérera qu'il avait peint les souris avec un marqueur noir indélébile.
La supercherie a été découverte immédiatement alors que Summerlin faisait une présentation à l'attention du Dr Good. Des assistants de laboratoire ont remarqué que les marques avaient été dessinées sur des souris et pouvaient être effacées à l'aide d'alcool.
Summerlin attribua plus tard son comportement à une combinaison de fatigue physique et mentale, une lourde charge de travail clinique et expérimentale, et la pression pour faire connaître des résultats positifs. Le président du Memorial Sloan-Kettering, le Dr Lewis Thomas, déclara que le Dr Summerlin souffrait d'une « perturbation émotionnelle grave ». Après l'incident, le Dr Summerlin aurait déménagé en Louisiane rurale pour y exercer la médecine.
Le comportement de Summerlin a eu pour conséquence l'apparition de l'expression  « painting the mice » (en français : « peindre les souris ») , devenue synonyme de fraude scientifique, de même que l'expression « souris truquée » en français. Joseph Hixson raconte ce scandale dans un ouvrage paru en 1976 et intitulé The Patchwork Mouse (« La souris patchwork »). L'affaire est également relatée, parmi d'autres, dans une enquête de William Broad et Nicholas Wade, Betrayers of the Truth publiée en 1982 et dont la traduction française paraît en 1987 sous le titre La Souris truquée. 
Le magazine Science et Vie décrit également cette affaire dans son n°1094, d'octobre 2008.